# الصحة في الجزائر
الجزائر هي أكبر دولة في إفريقيا ويقدر عدد سكانها بحوالي 40 مليون نسمة. يوجد في الجزائر نظام رعاية صحية عام، وهو متاح ومجاني لجميع المواطنين الجزائريين. تمول الحكومة الجزائرية نظام الرعاية الصحية العامة. ونظراً لسكان الجزائر الشباب، فإن السياسة تفضل الرعاية الصحية الوقائية والعيادات على المستشفيات. وتمشيا مع هذه السياسة، تحتفظ الحكومة ببرنامج تحصين مكثف وسياسة تسمح للمواطنين الجزائريين بالرعاية الصحية في المستشفيات والأدوية ورعاية المرضى الخارجيين مجانا لجميع مواطني الجزائر.
أصبحت الجزائر عضوا في منظمة الصحة العالمية في 8 نوفمبر 1962.
توصلت مبادرة قياس حقوق الإنسان إلى أن الجزائر تحقق 83.8% مما ينبغي عليها تحقيقه فيما يتعلق بالحق في الصحة على أساس مستوى دخلها. وعند النظر إلى الحق في الصحة فيما يتعلق بالأطفال، فإن الجزائر تحقق 93.7% مما هو متوقع على أساس دخلها الحالي. وفيما يتعلق بالحق في الصحة بين السكان البالغين، تحقق الدولة 95.5% مما هو متوقع على أساس مستوى دخل الدولة. تندرج الجزائر ضمن فئة "سيئة للغاية" عند تقييم الحق في الصحة الإنجابية لأن الأمة تحقق 62.1% فقط مما يتوقع من الأمة تحقيقه بناءً على الموارد (الدخل) المتوفرة لديها.

## أنظر أيضاً
- الرعاية الصحية في الجزائر